# Nina Stiller
Pour les articles homonymes, voir Stiller.
Nina Stiller, née Gajewska, le 2 juin 1964 à Świder, est une actrice, chanteuse et danseuse polonaise, se produisant sur scène depuis 1988.

## Biographie
Diplômé d'études de pantomime au Théâtre juif de Varsovie sous la direction de Jerzy Winnicki et du département de la chanson d'acteur de l'école de musique Frédéric Chopin de Varsovie. Nina Gajewska a terminé avec le titre de musicien-vocaliste dans le domaine du chant. Elle a étudié l'improvisation vocale à l'école privée de jazz de Cracovie dans la classe de Marek Bałaty.
Gagnante de plusieurs concours et de premiers prix, entre autres du Grand prix de la IXème Revue de chansons d'acteur à Wrocław, 1988, où elle interprète la chanson Zygmunt Konieczny et Agnieszka Osiecka "Grajmy Panu" ; Premier prix de la deuxième édition de la chanson française, 1992 ; Premier prix à la 2eme revue nationale de la chanson juive, 1999 ; Prix spécial au 6ème festival de musique folklorique polonaise "Nouvelle Tradition 2003".
Nina Stiller donne des concerts en Pologne et à l'étranger avec ses propres récitals. Elle est l'auteur de sept grands récitals et spectacles musicaux. Elle réalise elle-même, écrit ses propres scripts et chorégraphies. Ses rôles d'acteur et de dance au théâtre comme au cinéma semblent plus modestes. 
En plus d'exercer sa profession, elle enseigne le mime pour adultes et enfants. Elle prépare les étudiants aux écoles artistiques et aux diplômes dans le domaine de l'interprétation des chansons. En collaboration avec l'Association d'artistes Euforis dirigée par la chanteuse lyrique Eliza Szulińska, elle donne des consultations dans le domaine de la physiologie et de l'émission de la voix.
En tant que professeure et musicienne, Nina Stiller coopère avec l'Ecole de musique Gospel et le JCC (Jewish Community Centre) de Varsovie.

## Sa vie privée et sociale
Nina Gajewska a épousé en 1993 Robert Neuven Stiller, traducteur et écrivain polonais d'origine juive. Robert Stiller est décédé le 10 décembre 2016. Nina Stiller lui a dédié une chanson d'Edith Piaf (Adieu mon cœur).
Fondatrice de l'Association Beit Warszawa et de la Communauté Juive Beit Warszawa ainsi que de l'Association des Communautés progressistes Juives Beit Polska dont elle fut la secrétaire et la directrice culturelle entre 2009 et 2014.

## Discographie
- 2006 : Nina Stiller - Ce disque comprend neuf chansons yiddish traditionnelles interprétée de manière non traditionnelle : Mayn shtetele Belz, Friling, Rivke, Papirosn, A bisl zun, Sheyn vi di levone, Mazl, Tshiri bim, Rozhinkes mit mandlen. Il a été publié chez EMI Poland Music[5].

## Récitals et spectacles musicaux
- 1989 „Koniugacja” – poésies polonaises
- 1992 „Mea Culpa” – chansons d'Édith Piaf en polonais dans une version poétique de Robert Stiller
- 1993 „Rodzynki z migdałami” (Rozhinkes mit mandlen) – chansons juives en yiddish dans une version poétique de Robert Stiller
- 2000 „In Her Eyes” – chansons en vieux-hébreu et en yiddish en version originale et en arrangement par Robert Stiller
- 2006 „Friling” – chansons traditionnelles juives avec des arrangements de musique de club et électronique
- 2010 „Jidysze Perł” – chansons en hébreu et en yiddish en version originale et en arrangement par Robert Stiller
- 2012 „Keszer” – concert de musique ethnique et de chansons en hébreu avec des arrangements en smooth-jazz par Andrzej Waśniewski

## Filmographie
- Korczak réalisation Andrzej Wajda, 1990 - Interprétation d'une chanson juive[6]
- Cynga réalisation Leszek Wosiewicz, 1991 - Chanteuse juive dans une maison forestière[6]
- Quo Vadis réalisation Jerzy Kawalerowicz, 2001
- Le pianiste réalisation Roman Polański, 2002
- Mniejsze zło réalisation Janusz Morgenstern, 2008
- Janosik. Prawdziwa historia réalisation Agnieszka Holland et Kasi Adamik, 2009 - Dans un rôle de gitane[6]

## Théâtre
- „Zapolska, Zapolska” réalisation d'Adam Hanuszkiewicz, Teatr Nowy à Varsovie, 1990-1992
- „Rock afera z komputera czyli Superman” réalisation Jerzy Matałowski, Teatr Buffo à Varsovie, 1991
- „Człowiek z La Manczy” réalisation Andrzej Rozhin, Teatr Juliusz Osterw à Lublin, 1992
- „Podróż po Łódzkiej Ziemi Obiecanej” (Voyage en Terre Promise de Łódz) réalisation Zdzisław Hejduk, Festival du Dialogue des Quatre Cultures à Łodz, 2002
- „Ani mi kto Kadysz powie” (Personne ne me récitera le kaddish) réalisation Paweł Pasini à l'Institut d'Histoire Juive de Varsovie, 2006